# Lista de filmes com temática LGBT de 1992
Esta é uma lista de filmes que contém personagens e/ou temática lésbica, gay, bissexual, ou transgênera lançados em 1992.
| Título                                                       | Diretor                                          | País                          | Gênero                            | Elenco                                                                                                  | Anotações |
| ------------------------------------------------------------ | ------------------------------------------------ | ----------------------------- | --------------------------------- | --- | --- |
| Agora                                                        | Donald Kinney, Robert Kinney                     | EUA                           | Drama                             | | Focado em uma feira no Centro Oeste dos EUA vista através dos olhos de um jovem gay |
| Aileen Wuornos: The Selling of a Serial Killer               | Nick Broomfield                                  | Reino Unido                   | Documentário                      | Aileen Wuornos, Nick Broomfield, Arlene Pralle, Tyria Moore, Mike Reynolds, Steve Glazer                | Sobre a serial-killer americana Aileen Wuornos |
| Aliens Cut My Hair                                           | Michael McIntosh                                 | EUA                           | Comédia, Ficção Científica        | Stephen Maxine, Racine Manson, Lucille Carmichael, Cherrod Cooke, Leigh Crow, Gentry Johnson            | Drag queens alienígenas versus jovens e bonitos cadetes espaciais |
| Amelia Rose Towers                                           | Jackie Farkas                                    | Austrália                     | Curta, Experimental               | | Um conto de fadas moderno sobre uma garota alta que queria ser menor |
| Anak Mayaman, Anak Mahirap                                   | Piedro de San Paulo                              | Filipinas                     | Romance, Drama                    | Edwyn Casas, Larry Lachica, Maita Talaga                                                                | Um jovem rico e americanizado se envolve com um lavrador quieto mas obstinado que trabalha para ele                                                                                                  |
| Animal Instincts                                             | Gregory Dark                                     | EUA                           | Suspense, Erótico                 | Maxwell Caulfield, Jan-Michael Vincent, Shannon Whirry, Delia Sheppard, John Saxon, David Carradine     | Um casal sexualmente frustrado descobrem o prazer no voyeurismo |
| Anxiety of Inexpression and the Otherness Machine            | Quentin Lee                                      | EUA                           | Documentário                      | Quentin Lee                                                                                             | Um pseudo documentário sobre o diretor, sua família, amigos, e seu amante |
| Aquesta nit o mai                                            | Ventura Pons                                     | Espanha                       | Comédia                           | Lloll Bertran, Ángel Burgos, José María Cañete, Marta Fernández Muro, Maria Lanau, Mónica López         | [ 8 ] |
| Armistead Maupin is a Man I Dreamt Up                        | Kate Meynell                                     | EUA                           | Documentário                      | Armistead Maupin                                                                                        | Sobre São Francisco e o homem cuja escrita inspirou muitos a visitar a cidade, Armistead Maupin |
| The Attendant                                                | Isaac Julien                                     | Reino Unido                   | Curta                             | Thomas Baptiste, Cleo Sylvestre, John Wilson, Paul Bernstock, Roy Brown, Andy Denys                     | Focado nas fantasias sadomasoquistas de um guarda de museu negro |
| Basic Instinct                                               | Paul Verhoeven                                   | EUA, França, Reino Unido      | Suspense, Erótico                 | Michael Douglas, Sharon Stone, George Dzundza, Jeanne Tripplehorn                                       | |
| Becoming Colette                                             | Danny Huston                                     | Reino Unido, Alemanha, França | Biográfico                        | Mathilda May, Virginia Madsen, Klaus Maria Brandauer, Paul Rhys, John van Dreelen, Jean-Pierre Aumont   | Sobre a escritora francesa Collete |
| Being at Home with Claude                                    | Jean Beaudin                                     | Canadá                        | Drama                             | Roy Dupuis, Jacques Godin, Jean-François Pichette, Gaston Lepage, Hugo Dubé                             | Baseado na peça homônima de René-Daniel Dubois Um homem gay mata seu amante e tem que explicar seus motivos para a polícia                                                                           |
| Berenice Abbott: A View of the 20th Century                  | Kay Weaver, Martha Wheelock                      | EUA                           | Documentário                      | Berenice Abbott                                                                                         | Sobre a fotógrafa Berenice Abbott |
| Bezness                                                      | Nouri Bouzid                                     | Tunísia, França, Alemanha     | Drama                             | Abdellatif Kechiche, Jacques Penot, Ghalia Lacroix, Manfred Andrae, Mustapha Adouani, Ahmed Ragoubi     | Um jovem prostituto faz amizade com um francês |
| The Bitches                                                  | Richard Kern                                     | EUA                           | Curta, Erótico                    | Annabelle Davies, Linda Serbu, Charles Wing                                                             | [ 15 ] |
| Bitter Moon                                                  | Roman Polanski                                   | EUA, França, Reino Unido      | Drama, Comédia, Suspense, Erótico | Peter Coyote, Emmanuelle Seigner, Hugh Grant, Kristin Scott Thomas                                      | |
| Die Blaue Stunde                                             | Marcel Gisler                                    | Alemanha                      | Drama                             | Anton Rattinger, Dina Leipzig, Cyrille Rey-Coquis, Christoph Krix, Andreas Herder                       | Um prostituto forma um profundo laço com sua vizinha solitária |
| Blue Boys                                                    | Stuart Marshall                                  | Reino Unido                   | Curta, Documentário               | | Questiona as ações da polícia britânica para desmantelar os imaginário 'grupos de sexo gay' |
| The Boys of Cellblock Q                                      | Alan Daniels                                     | EUA                           | Comédia, Drama                    | Andrew Addams, Lewis Alante, Slade Burrus, Larry Maraviglia, Ken Merckx, David Sochet                   | [ 18 ] |
| Caught Looking                                               | Constantine Giannaris                            | Reino Unido                   | Curta, Comédia, Ficção Científica | Louis Selwyn, Bette Bourne, Derek Van Weenen, Ken Geary, Jonathon Kemp, Donagh O'Leary                  | [ 19 ] |
| Chain of Desire                                              | Temístocles López                                | EUA                           | Drama, Romance                    | Linda Fiorentino, Elias Koteas, Patrick Bauchau, Grace Zabriskie, Malcolm McDowell, Holly Marie Combs   | Uma série de encontros amorosos conectados pela corrente do desejo |
| Changing Our Minds: The Story of Dr. Evelyn Hooker           | Richard Schmiechen                               | EUA                           | Documentário                      | Patrick Stewart (narrador)                                                                              | Sobre a Dr. Evelyn Hooker, que durante a repressão sexual dos anos 50 estabeleceu que a homossexualidade não era uma doença                                                                          |
| Chik loh go yeung (赤裸羔羊)                                 | Clarence Yiu-leung Fok                           | Hong Kong                     | Romance, Ação, Crime              | Chingmy Yau, Simon Yam, Carrie Ng, Yiu Wai, Hui Siu-Hung, Madoka Sugawara                               | Uma mulher é treinada por um mestre em artes marciais e recrutada por uma assassina de aluguel |
| Citizen Cohn                                                 | Frank Pierson                                    | EUA                           | Biográfico, Drama                 | Joe Don Baker, Joseph Bologna, Ed Flanders, Frederic Forrest, Lee Grant, Pat Hingle                     | Sobre Roy Cohn, conselheiro do senador Joseph McCarthy descrito como "um judeu que perseguia judeus, e um homossexual que perseguia homossexuais"                                                    |
| Claire of the Moon                                           | Nicole Conn                                      | EUA                           | Romance, Drama                    | Trisha Todd, Karen Trumbo, Faith McDevitt, Craig Damen, Caren Graham, Sheila Dickenson                  | Uma escritora se envolve com outra em um retiro exclusivo para autoras |
| The Crush                                                    | Alison Maclean                                   | Nova Zelândia                 | Suspense, Drama                   | Marcia Gay Harden, Donogh Rees, Caitlin Bossley, William Zappa                                          | [ 25 ] |
| The Crying Game                                              | Neil Jordan                                      | Reino Unido, Irlanda, Japão   | Romance, Drama, Suspense          | Stephen Rea, Miranda Richardson, Forest Whitaker, Jaye Davidson, Adrian Dunbar, Jim Broadbent           | Explora temas como o racismo, terrorismo, e a transexualidade |
| Doing Time on Maple Drive                                    | Ken Olin                                         | EUA                           | Drama                             | James Sikking, Bibi Besch, William McNamara, David Byron, Lori Loughlin, Jim Carrey                     | trad. Casos de Família Um jovem é visto como o 'filho perfeito', mas os pais não sabem que ele é gay                                                                                                 |
| ¿Dónde estás amor de mi vida… que no te puedo encontrar?     | Juan José Jusid                                  | Argentina                     | Romance, Drama                    | Susú Pecoraro, Oscar Martínez, Fernando Siro, Luisina Brando, Tina Serrano                              | [ 27 ] |
| Double Obsession                                             | Eduardo Montes                                   | EUA                           | Suspense                          | Margaux Hemingway, Maryam d'Abo, Frederic Forrest, Scott Valentine, Jamie Horton, Blair Weickgenant     | trad. Imagem Fatal Uma bibliotecária lésbica sequestra a mulher com quem ela é obcecada |
| Düş Gezginleri                                               | Atıf Yılmaz                                      | Turquia                       | Romance, Drama                    | Meral Oğuz, Lale Mansur, Yaman Okay, Selçuk Özer, Sema Çeyrekbaşı, Memduh Ün                            | trad. Viajantes de Sonhos Primeiro filme turco a ser exibido no Festival de Cinema LGBT de Turim |
| Educate Your Attitude                                        | Craig Berggold, Teresa Marshall                  | Canadá                        | Curta                             | | Jovens de 15 a 24 anos falam sobre suas experiências com sua homossexualidade, masturbação, a AIDS, pornografia, relacionamentos inter-raciais, e etc.                                               |
| The Fairy Who Didn't Want to Be a Fairy Anymore              | Laurie Lynd                                      | Canadá                        | Curta, Comédia, Drama             | Daniel MacIvor, Holly Cole, Micah Barnes, John Turner, Michael Kennard                                  | Uma alegoria para os estereótipos de gênero e a homofobia internalizada |
| Fated to be Queer                                            | Pablo Bautista                                   | EUA                           | Curta                             | | Focado em quatro homens gays filipinos vivendo em São Francisco |
| Fathers and Sons                                             | Paul Mones                                       | EUA                           | Suspense, Drama                   | Jeff Goldblum, Rory Cochrane, Famke Janssen, Mitchell Marchand, Natasha Gregson Wagner, Erika Alexander | [ 33 ] |
| Female Misbehavior                                           | Monika Treut                                     | Alemanha, EUA                 | Documentário                      | Camille Paglia, Annie Sprinkle                                                                          | Quatro curtas centrados em mulheres 'não-convencionais' |
| Forbidden Love: The Unashamed Stories of Lesbian Lives       | Lynne Fernie, Aerlyn Weissman                    | Canadá                        | Documentário                      | | Sobre lésbicas das décadas de 40, 50, e 60, e suas experiências com o chamado pulp lésbico |
| Framing Lesbian Fashion                                      | Karen Everett                                    | EUA                           | Documentário                      | | Mostra a evolução das vestimentas e e da identidade lésbica |
| Gay Man’s Guide to Safer Sex                                 | Mike Esser                                       | Reino Unido                   | Documentário                      | Mike Youle, Adam Magnani, Richard Sandells, James Neale-Kennerley                                       | Um filme instrucional sobre a prevenção do HIV |
| Gayniggers from Outer Space                                  | Morten Lindberg                                  | Dinamarca                     | Curta, Ficção Científica          | Coco P. Dalbert, Sammy Saloman, Gerald F. Hail, Gbartokai Dakinah, Konrad Fields, Johnny Conny          | Segue um grupo de homens negros homossexuais intergaláticos que invadem a Terra |
| Gay Youth                                                    | Pam Walton                                       | EUA                           | Documentário                      | | Duas histórias sobre a saída do armário; uma de final feliz, uma de final trágico |
| Hessed Mufla                                                 | Amos Guttman                                     | Israel                        | Drama                             | Sharon Alexander, Aki Avni, Gal Hoyberger, Rivka Michaeli                                               | Segue duas famílias, ambas com um filho gay |
| Ich bin meine eigene Frau                                    | Rosa von Praunheim                               | Alemanha                      | Documentário, Drama               | Charlotte von Mahlsdorf, Jens Taschner, Ichgola Androgyn, Robert Dietl                                  | trad. Eu Sou a Minha Própia Mulher Segue a vida de Charlotte von Mahlsdorf, uma mulher trans da Alemanha Oriental que sobreviveu aos nazistas e ajudou a criar o movimento de libertação LGBT alemão |
| I’ll Love You Forever… Tonight                               | Edgar Michael Bravo                              | EUA                           | Drama                             | Paul Marius, Ash Adams                                                                                  | [ 41 ] |
| Inside Monkey Zetterland                                     | Jefery Levy                                      | EUA                           | Comédia                           | Steve Antin, Patricia Arquette, Sandra Bernhard, Sofia Coppola, Tate Donovan, Rupert Everett            | trad. Nem Freud Explica Um roteirista desempregado queixa-se por ser muito legal, muito talentoso, e muito gay                                                                                       |
| It Wasn't Love                                               | Sadie Benning                                    | EUA                           | Curta                             | Sadie Benning                                                                                           | Uma versão lésbica da história de Bonnie e Clyde |
| Jia you xi shi (家有囍事)                                    | Clifton Ko Chi-Sum                               | Hong Kong                     | Comédia, Romance                  | Stephen Chow, Leslie Cheung, Raymond Wong, Sandra Ng Kwun-Yu, Maggie Cheung, Teresa Mo                  | Segue três irmãos muito diferentes durante o Ano-Novo chinês |
| Jin se (禁色)                                                | Otto Chan                                        | Hong Kong                     | Romance, Drama                    | Hitomi Okazaki, Lei Hung Yip, Chan Lai-Hing, Sek-Lim Chan, Chan Yuen-Tat, Emotion Cheung                | Segue o relacionamento entre duas garotas que acabaram de terminar a escola |
| A Journey for Understanding: Gays and Lesbians in the Church | Rick Flynn                                       | EUA                           | Curta, Documentário               | | [ 46 ] |
| Just Like a Woman                                            | Christopher Monger                               | Reino Unido                   | Comédia                           | Julie Walters, Adrian Pasdar, Paul Freeman, Susan Wooldridge, Gordon Kennedy, Ian Redford               | |
| Kiev Blue                                                    | Heather MacDonald                                | EUA                           | Curta, Documentário               | | Nove gays e lésbicas da Rússia falam sobre suas vidas dentro do clima político do país |
| A Kind of Family                                             | Andrew Koster                                    | Canadá                        | Documentário                      | Glen Murray                                                                                             | Centrado em Glen Murray, um dos primeiros políticos canadenses abertamente gay, e Mike, o garoto de rua soropositivo que ele adota                                                                   |
| Kira Kira Hikaru (きらきらひかる)                            | Joji Matsuoka                                    | Japão                         | Drama, Romance, Comédia           | Hiroko Yakushimaru, Etsushi Toyokawa, Michitaka Tsutsui, Kai Atô, Masuyo Iwamoto, Mariko Kaga           | trad. Cintilação Um homem e uma mulher se casam pela vontade dos pais, mas ele está apaixonado por um jovem universitário                                                                            |
| The Kiss                                                     | Philip Kan Gotanda                               | EUA                           | Curta                             | Philip Kan Gotanda, Nicole Higashi, Marc Hayashi                                                        | Um trabalhador de escritório tímido testemunha um evento que mudará sua vida para sempre |
| The Lady in Waiting                                          | Christian Taylor                                 | EUA                           | Curta                             | Virginia McKenna, Rodney Hudson, Beth McGee-Russell                                                     | Uma drag queen e uma senhora da alta sociedade ficam presas no elevador durante um apagão |
| Lakki                                                        | Svend Wam                                        | Noruega                       | Drama                             | Anders Borchgrevink, Bjørn Skagestad, Gabriel Paaske, Jorunn Kjellsby, Nina Gunke                       | [ 52 ] |
| Legal Memory                                                 | Lisa Steele, Kim Tomczak                         | Canadá                        | Crime, Drama                      | Lisa Steele, Kim Tomczak                                                                                | Sobre Leo Mantha, o último homem enforcado na Colúmbia Britânica, que matou seu amante em uma base naval                                                                                             |
| Linda/Les and Annie                                          | Johnny Armstrong, Albert Jaccoma                 | EUA                           | Curta, Documentário               | Les Nichols, Annie Sprinkle                                                                             | Segue o primeiro encontro sexual entre uma mulher e seu namorado intersexo depois da cirurgia de redesignação sexual dele                                                                            |
| The Living End                                               | Gregg Araki                                      | EUA                           | Comédia, Drama                    | Mike Dytri, Craig Gilmore, Mark Finch, Mary Woronov, Johanna Went, Darcy Marta                          | Dois homens gay soropositivos pegam a estrada depois que um deles mata um policial homofóbico |
| The Long Day Closes                                          | Terence Davies                                   | Reino Unido                   | Biográfico, Drama                 | Leigh McCormack, Marjorie Yates, Anthony Watson, Nicholas Lamont, Ayse Owens, Tina Malone               | Baseado na infância do diretor |
| Love Bites                                                   | Marvin Jones                                     | EUA                           | Comédia, Fantasia, Erótico        | Kevin M. Glover, Bernard Barnes Jarvis, Christopher Ladd, Tom Wagner                                    | Um vampiro se apaixona por um caçador de vampiros amador |
| Matsumae-kun no senritsu                                     | Hiroyuki Oki                                     | Japão                         | Drama                             | | Um homem passa dez dias em uma cidade à beira-mar; cinco com o namorado, cinco sozinho |
| Max                                                          | Monika Treut                                     | Alemanha                      | Curta, Documentário               | Max Wolf Valerio                                                                                        | Segue a transição de gênero de um homem e mostra a hostilidade enfrentada por ele |
| Nitrate Kisses                                               | Barbara Hammer                                   | EUA                           | Documentário, Experimental        | Barbara Hammer, Peter Cramer, Frances Lorraine                                                          | Explora vestígios antigos da cultura lésbica e gay |
| Les Nuits Fauves                                             | Cyril Collard                                    | França, Itália                | Drama                             | Cyril Collard, Romane Bohringer, Clémentine Célarié, Maria Schneider, Carlos López, Corine Blue         | trad. Noites Felinas Baseado no romance semi-autobiográfico homônimo de Collard Um cinegrafista bissexual soropositivo sonha em virar diretor de cinema                                              |
| Okoge (おこげ)                                               | Takehiro Nakajima                                | Japão                         | Drama                             | Misa Shimizu, Takehiro Murata, Takeo Nakahara, Atsushi Fukazawa, Takatoshi Takeda, Masayuki Shionoya    | Uma menina faz amizade com um homem gay e seu amante casado |
| Olivier, Olivier                                             | Agnieszka Holland                                | França                        | Drama, Suspense                   | François Cluzet, Grégoire Colin, Marina Golovine, Brigitte Roüan, Frédéric Quiring, Emmanuel Morozof    | [ 62 ] |
| Orlando                                                      | Sally Potter                                     | Reino Unido                   | Romance, Drama                    | Tilda Swinton, Quentin Crisp, Jimmy Somerville, John Wood, John Bott, Elaine Banham                     | Baseado no romance Orlando: Uma Biografia de Virgínia Woolf Sobre um jovem nobre inglês imortal andrógeno                                                                                            |
| Ostinato Destino                                             | Gianfranco Albano                                | Itália                        | Comédia, Drama                    | Monica Bellucci, Lauretta Masiero, Angela Finocchiaro, Gustavo Frigerio, Alessandro Gassman             | [ 63 ] |
| Overkill: The Aileen Wuornos Story                           | Peter Levin                                      | EUA                           | Drama, Crime                      | Jean Smart, Park Overall, Tim Grimm, Ernie Lively, Marc Alaimo, Lee de Broux                            | Sobre a assassina em série Aileen Wuornos |
| Pano, kato kai plagios (Πάνω Κάτω και Πλαγίως)               | Mihalis Kakogiannis                              | Grécia                        | Comédia                           | Irene Papas, Stratos Tzortzoglou, Panos Mihalopoulos, Yannis Bezos, Christos Efthimiou                  | Uma paródia da vida ateniense nos anos 90, onde uma viúva e seu filho gay se envolvem em situações loucas                                                                                            |
| Parajanov: The Last Spring                                   | Sergei Parajanov, Mikhail Vartanov               | Armênia, EUA                  | Documentário                      | Sergei Parajanov, Mikhail Vartanov, Sofiko Chiaureli, Aleksandr Kaydanovskiy                            | Sobre a história e a amizade entre os dois diretores |
| Parenti serpenti                                             | Mario Monicelli                                  | Itália                        | Comédia                           | Marina Confalone, Alessandro Haber, Tommaso Bianco, Cinzia Leone, Eugenio Masciari, Monica Scattini     | [ 67 ] |
| Peter's Friends                                              | Kenneth Branagh                                  | Reino Unido                   | Comédia, Drama                    | Stephen Fry, Kenneth Branagh, Hugh Laurie, Imelda Staunton, Emma Thompson, Rita Rudner                  | trad. Para o Resto de Nossas Vidas Sete amigos se reúnem depois de 10 anos para que um deles possa fazer uma revelação chocante                                                                      |
| Poison Ivy                                                   | Katt Shea                                        | EUA                           | Drama, Suspense                   | Sara Gilbert, Drew Barrymore, Tom Skerritt, Cheryl Ladd, Alan Stock, Jeanne Sakata                      | trad. Relação Indecente Uma adolescente sedutora faz amizade com uma garota tímida e aos poucos se infiltra na família dela                                                                          |
| La Pudeur ou l'impudeur                                      | Hervé Guibert                                    | França                        | Documentário                      | Hervé Guibert                                                                                           | trad. O Pudor ou o Impudor Um autorretrato do diretor soropositivo, mostrando sua rotina durante seus últimos meses de vida                                                                          |
| Qing shao nian nuo zha (青少年哪吒)                          | Tsai Ming-liang                                  | Taiwan                        | Drama                             | Chen Chao-jung, Lee Kang-Sheng, Lu Yi-Ching, Miao Tien, Jen Chang-bin, Yu-Wen Wang                      | trad. Rebeldes do Deus Neon |
| Rock Hudson's Home Movies                                    | Mark Rappaport                                   | EUA                           | Documentário                      | Rock Hudson                                                                                             | trad. Os Filmes Secretos de Rock Hudson Compilado de cenas de mais de 30 filmes do ator que podem ser enterpretadas como homoeróticas                                                                |
| Rote Ohren fetzen durch Asche                                | Ursula Puerrer, A. Hans Scheirl, Dietmar Schipek | Áustria                       | Ficção Científica                 | Susana Helmayr, Ursula Puerrer, A. Hans Scheirl, Margarete Neumann, Gabriele Szekatsch, Anthony Escott  | Também conhecido como Flaming Ears (Orelhas Flamejantes) Uma fantasia lésbica que se passa no ano 2700                                                                                               |
| Sam suffit                                                   | Virginie Thévenet                                | França                        | Comédia, Drama                    | Aure Atika, Jean-François Balmer, Philip Bartlett, Catherine Benguigui                                  | Uma stripper que cuida da casa de um casal homossexual arranja um trabalho de escritório e decide ter um filho com seu colega de quarto gay                                                          |
| Shan ban '92 (舢舨92之爱的出航)                              | Dick An                                          | Hong Kong                     | Romance, Drama, Erótico           | Asuka Tamami, Mitsutomo Saiko, Leung Siu-Dik, Man Gui Hoh, Lee Chuen-Sing, Sai Kuen Chung               | [ 75 ] |
| Shisheng Huamei (失声画眉)                                   | Sheng-Fu Cheng                                   | Taiwan                        | Drama, Romance                    | Yu-Shan Li, Yi-Chan Lu, Emily Y. Chang                                                                  | Também conhecido como The Silent Thrush A atriz principal de uma companhia de ópera se apaixona pela cantora novata, para o ciúme do namorado desta                                                  |
| Single White Female                                          | Barbet Schroeder                                 | EUA                           | Suspense                          | Jennifer Jason Leigh, Bridget Fonda, Steven Weber, Peter Friedman, Stephen Tobolowsky                   | |
| Sleepwalkers                                                 | Mick Garris                                      | EUA                           | Terror, Suspense                  | Brian Krause, Mädchen Amick, Alice Krige, Jim Haynie, Cindy Pickett, Ron Perlman                        | |
| Something to Live For: The Alison Gertz Story                | Tom McLoughlin                                   | EUA                           | Biográfico, Drama                 | Molly Ringwald, Lee Grant, Perry King, Roxana Zal, George Coe, Christopher Meloni                       | Também conhecido como Fatal Love Baseado na história real de Alison Gertz |
| Steal America                                                | Lucy Phillips                                    | EUA                           | Comédia, Romance                  | Clara Bellino, Christopher Fisher, Kevin Haley, Charlie Homo, Diviana Ingravallo, Gina Ravera           | Uma turista suíça e um viajante francês conhecem uma imigrante italiana bissexual e os três decidem fugir para Nova Orleães                                                                          |
| The Strange Life and Death of Dr Turing                      | Christopher Sykes                                | Reino Unido                   | Documentário, Biográfico          | Paul Vaughan, Marvin Minsky, Andrew Hodges                                                              | Sobre a vida, morte, e trabalho de Alan Turing |
| Swoon                                                        | Tom Kalin                                        | EUA                           | Crime, Drama                      | Daniel Schlachet, Craig Chester, Ron Vawter, Michael Kirby, Michael Stumm, Valda Z. Drabla              | trad. Swoon - Colápso do Desejo Sobre o caso de Leopold e Loeb |
| Tai tai dik ching yan (太太的情人)                           | Kevin Chu                                        | Hong Kong                     | Romance, Drama                    | Chik King Man, Maria Tung Ling, Vincent Lam                                                             | Também conhecido como My Wife's Lover Uma esposa frustrada começa um caso com uma fotógrafa |
| Thank God I’m a Lesbian                                      | Dominique Cardona, Laurie Colbert                | Canadá                        | Curta, Documentário               | Dionne Brand, Nicole Brossard, Dominique Cardona, Laurie Colbert, Julia Creet, Jeanelle Laillou         | Sobre a diversidade da identidade lésbica |
| The Trial of Jeffrey Dahmer                                  | Elkan Allan                                      | EUA                           | Documentário                      | Jeffrey Dahmer, Laurence C. Gram Jr., E. Michael McCann, Gerald P. Boyle, Tracy Edwards                 | Segue o julgamento do serial killer Jeffrey Dahmer |
| Two-Spirit People                                            | Michel Beauchemin, Lori Levy                     | EUA                           | Curta, Documentário               | | Uma visão histórica e contemporânea dos conceitos de gênero, sexualidade, e orientação sexual dos povos ameríndios dos EUA                                                                           |
| Villa Mauresque                                              | Patrick Mimouni                                  | Portugal, França              | Drama                             | Arielle Dombasle, Pascal Greggory, Luis Miguel Cintra, Olga Valery, Rogerio Samora                      | Um jovem suíço decepcionado com sua visita a Lisboa conhece uma prostituta de luxo e um escritor suicida                                                                                             |
| Voices from the Front                                        | Sandra Elgear, Robyn Hutt, David Meieran         | EUA                           | Documentário                      | Vito Russo, Larry Kramer, Peter Staley                                                                  | O primeiro documentário de longa metragem sobre o ativismo contra a AIDS nos EUA |
| War on Lesbians                                              | Jane Cottis                                      | EUA, Alemanha                 | Curta                             | | Uma crítica sobre a falta de visibilidade lésbica positiva |
| Ya Fei yu Ya Ji (亞飛與亞基)                                 | Blackie Ko                                       | Hong Kong                     | Comédia, Romance                  | Jacky Cheung, Tony Leung Chiu-Wai, Eric Tsang, Anita Yuen, Kent Tong, Jamie Luk Kim-Ming                | Também conhecido como Ah Fei yu Ah Kei |
| The Yo-Yo Gang                                               | G. B. Jones                                      | Canadá, Alemanha              | Curta, Comédia                    | Caroline Azar, Donna Dresch, Leslie Mah, Beverly Breckenridge, Jena von Brücker, Bruce LaBruce          | Sobre uma batalha entre duas gangues femininas |
| Zetsuai 1989 (絶愛-1989)                                     | Takuji Endou                                     | Japão                         | Curta, Animação, Drama            | Show Hayami, Takehito Koyasu, Kappei Yamaguchi                                                          | Uma estrela do rock se apaixona por um jogador de futebol que o rejeita |
| Zoë La Boxeuse                                               | Karim Dridi                                      | França                        | Curta, Drama                      | Georges Bideau, Olindo Cavadini, Melanie Cherrier, Ursula Deuker, Bobby Pacha                           | Quando o financiador de uma boxeadora foge com o dinheiro dela, ela procura vingança |